# 20.ª etapa del Tour de Francia 2019
La 20.ª etapa del Tour de Francia 2019 tuvo lugar el 27 de julio de 2019 entre Albertville y Val Thorens sobre un recorrido inicialmente de 130 km pero debido al mal tiempo se recortó a 59,5 km. La etapa fue ganada por el italiano Vincenzo Nibali del Bahrain Merida y el colombiano Egan Bernal mantuvo el maillot jaune un día antes de llegar a París.

## Clasificación de la etapa
| \| Clasificación de la etapa \| Clasificación de la etapa \| Clasificación de la etapa \| Clasificación de la etapa \| Clasificación de la etapa \| \| Ciclista \| Ciclista \| Equipo \| Tiempo \| \| \| ------------------------- \| ------------------------- \| ------------------------- \| ------------------------- \| ------------------------- \| \| 1.º \| Vincenzo Nibali \| Bahrain-Merida \| 1 h 51 min 53 s \| \| \| 2.º \| Alejandro Valverde \| Movistar Team \| + 10 s \| \| \| 3.º \| Mikel Landa \| Movistar Team \| + 14 s \| \| \| 4.º \| Egan Bernal \| Team Ineos \| + 17 s \| \| \| 5.º \| Geraint Thomas \| Team Ineos \| + 17 s \| \| \| 6.º \| Rigoberto Urán \| EF Education First \| + 23 s \| \| \| 7.º \| Emanuel Buchmann \| Bora-Hansgrohe \| + 23 s \| \| \| 8.º \| Steven Kruijswijk \| Team Jumbo-Visma \| + 25 s \| \| \| 9.º \| Wout Poels \| Team Ineos \| + 30 s \| \| \| 10.º \| Nairo Quintana \| Movistar Team \| + 30 s \| \| |                    |                    |                 |
| |                    |                    |                 |
| Fuente: ProCyclingStats |                    |                    |                 |
| Clasificación de la etapa |                    |                    |                 |
| Ciclista | Ciclista           | Equipo             | Tiempo          |
| 1.º | Vincenzo Nibali    | Bahrain-Merida     | 1 h 51 min 53 s |
| 2.º | Alejandro Valverde | Movistar Team      | + 10 s          |
| 3.º | Mikel Landa        | Movistar Team      | + 14 s          |
| 4.º | Egan Bernal        | Team Ineos         | + 17 s          |
| 5.º | Geraint Thomas     | Team Ineos         | + 17 s          |
| 6.º | Rigoberto Urán     | EF Education First | + 23 s          |
| 7.º | Emanuel Buchmann   | Bora-Hansgrohe     | + 23 s          |
| 8.º | Steven Kruijswijk  | Team Jumbo-Visma   | + 25 s          |
| 9.º | Wout Poels         | Team Ineos         | + 30 s          |
| 10.º | Nairo Quintana     | Movistar Team      | + 30 s          |

## Clasificaciones al final de la etapa

### Clasificación general(Maillot Jaune)
| \| Clasificación general \| Clasificación general \| Clasificación general \| Clasificación general \| Clasificación general \| \| Ciclista \| Ciclista \| Equipo \| Tiempo \| \| \| --------------------- \| --------------------- \| --------------------- \| --------------------- \| --------------------- \| \| 1.º \| Egan Bernal \| Team Ineos \| 79 h 52 min 52 s \| \| \| 2.º \| Geraint Thomas \| Team Ineos \| + 1 min 11 s \| \| \| 3.º \| Steven Kruijswijk \| Team Jumbo-Visma \| + 1 min 31 s \| \| \| 4.º \| Emanuel Buchmann \| Bora-Hansgrohe \| + 1 min 56 s \| \| \| 5.º \| Julian Alaphilippe \| Deceuninck-Quick Step \| + 3 min 45 s \| \| \| 6.º \| Mikel Landa \| Movistar Team \| + 4 min 23 s \| \| \| 7.º \| Rigoberto Urán \| EF Education First \| + 5 min 15 s \| \| \| 8.º \| Nairo Quintana \| Movistar Team \| + 5 min 30 s \| \| \| 9.º \| Alejandro Valverde \| Movistar Team \| + 6 min 12 s \| \| \| 10.º \| Warren Barguil \| Arkéa-Samsic \| + 7 min 32 s \| \| |                    |                       |                  |
| |                    |                       |                  |
| Fuente: ProCyclingStats |                    |                       |                  |
| Clasificación general |                    |                       |                  |
| Ciclista | Ciclista           | Equipo                | Tiempo           |
| 1.º | Egan Bernal        | Team Ineos            | 79 h 52 min 52 s |
| 2.º | Geraint Thomas     | Team Ineos            | + 1 min 11 s     |
| 3.º | Steven Kruijswijk  | Team Jumbo-Visma      | + 1 min 31 s     |
| 4.º | Emanuel Buchmann   | Bora-Hansgrohe        | + 1 min 56 s     |
| 5.º | Julian Alaphilippe | Deceuninck-Quick Step | + 3 min 45 s     |
| 6.º | Mikel Landa        | Movistar Team         | + 4 min 23 s     |
| 7.º | Rigoberto Urán     | EF Education First    | + 5 min 15 s     |
| 8.º | Nairo Quintana     | Movistar Team         | + 5 min 30 s     |
| 9.º | Alejandro Valverde | Movistar Team         | + 6 min 12 s     |
| 10.º | Warren Barguil     | Arkéa-Samsic          | + 7 min 32 s     |

### Clasificación por puntos(Maillot Vert)
| Clasificación por puntos | Clasificación por puntos | Clasificación por puntos | Clasificación por puntos | Clasificación por puntos |
| Ciclista                 | Ciclista                 | Equipo                   | Puntos                   |                          |
| ------------------------ | ------------------------ | ------------------------ | ------------------------ | ------------------------ |
| 1.º                      | Peter Sagan              | Bora-Hansgrohe           | 309 pts                  |                          |
| 2.º                      | Elia Viviani             | Deceuninck-Quick Step    | 224 pts                  |                          |
| 3.º                      | Sonny Colbrelli          | Bahrain-Merida           | 203 pts                  |                          |
| 4.º                      | Michael Matthews         | Team Sunweb              | 201 pts                  |                          |
| 5.º                      | Caleb Ewan               | Lotto-Soudal             | 198 pts                  |                          |
| 6.º                      | Matteo Trentin           | Mitchelton-Scott         | 180 pts                  |                          |
| 7.º                      | Jasper Stuyven           | Trek-Segafredo           | 157 pts                  |                          |
| 8.º                      | Greg Van Avermaet        | CCC Team                 | 149 pts                  |                          |
| 9.º                      | Julian Alaphilippe       | Deceuninck-Quick Step    | 119 pts                  |                          |
| 10.º                     | Dylan Groenewegen        | Team Jumbo-Visma         | 116 pts                  |                          |

### Clasificación de la montaña(Maillot à Pois Rouges)
| Clasificación de la montaña | Clasificación de la montaña | Clasificación de la montaña | Clasificación de la montaña | Clasificación de la montaña |
| Ciclista                    | Ciclista                    | Equipo                      | Puntos                      |                             |
| --------------------------- | --------------------------- | --------------------------- | --------------------------- | --------------------------- |
| 1.º                         | Romain Bardet               | AG2R La Mondiale            | 86 pts                      |                             |
| 2.º                         | Egan Bernal                 | Team Ineos                  | 78 pts                      |                             |
| 3.º                         | Tim Wellens                 | Lotto-Soudal                | 74 pts                      |                             |
| 4.º                         | Damiano Caruso              | Bahrain-Merida              | 67 pts                      |                             |
| 5.º                         | Vincenzo Nibali             | Bahrain-Merida              | 59 pts                      |                             |
| 6.º                         | Simon Yates                 | Mitchelton-Scott            | 59 pts                      |                             |
| 7.º                         | Nairo Quintana              | Movistar Team               | 58 pts                      |                             |
| 8.º                         | Alexéi Lutsenko             | Astana                      | 45 pts                      |                             |
| 9.º                         | Steven Kruijswijk           | Team Jumbo-Visma            | 44 pts                      |                             |
| 10.º                        | Mikel Landa                 | Movistar Team               | 42 pts                      |                             |

### Clasificación del mejor joven(Maillot Blanc)
| Clasificación del mejor joven | Clasificación del mejor joven | Clasificación del mejor joven | Clasificación del mejor joven | Clasificación del mejor joven |
| Ciclista                      | Ciclista                      | Equipo                        | Tiempo                        |                               |
| ----------------------------- | ----------------------------- | ----------------------------- | ----------------------------- | ----------------------------- |
| 1.º                           | Egan Bernal                   | Team Ineos                    | 79 h 52 min 52 s              |                               |
| 2.º                           | David Gaudu                   | Groupama-FDJ                  | + 23 min 29 s                 |                               |
| 3.º                           | Enric Mas                     | Deceuninck-Quick Step         | + 57 min 35 s                 |                               |
| 4.º                           | Laurens De Plus               | Team Jumbo-Visma              | + 1 min 03 s                  |                               |
| 5.º                           | Gregor Mühlberger             | Bora-Hansgrohe                | + 1 h 04 min 40 s             |                               |
| 6.º                           | Giulio Ciccone                | Trek-Segafredo                | + 1 h 20 min 20 s             |                               |
| 7.º                           | Lennard Kämna                 | Team Sunweb                   | + 1 h 38 min 12 s             |                               |
| 8.º                           | Tiesj Benoot                  | Lotto-Soudal                  | + 2 h 06 min 59 s             |                               |
| 9.º                           | Nils Politt                   | Katusha-Alpecin               | + 2 h 13 min 37 s             |                               |
| 10.º                          | Élie Gesbert                  | Arkéa-Samsic                  | + 2 h 32 min 33 s             |                               |

### Clasificación por equipos(Classement par Équipe)
| Clasificación por equipos | Clasificación por equipos | Clasificación por equipos | Clasificación por equipos |
| Equipo                    | Equipo                    | Tiempo                    |                           |
| ------------------------- | ------------------------- | ------------------------- | ------------------------- |
| 1.º                       | Movistar Team             | 239 h 45 min 51 s         |                           |
| 2.º                       | Trek-Segafredo            | + 47 min 54 s             |                           |
| 3.º                       | Ineos                     | + 57 min 52 s             |                           |
| 4.º                       | EF Education First        | + 1 h 25 min 57 s         |                           |
| 5.º                       | Bora-hansgrohe            | + 1 h 29 min 30 s         |                           |
| 6.º                       | Groupama-FDJ              | + 1 h 42 min 29 s         |                           |
| 7.º                       | Team Jumbo-Visma          | + 1 h 52 min 55 s         |                           |
| 8.º                       | AG2R La Mondiale          | + 2 h 07 min 29 s         |                           |
| 9.º                       | UAE Team Emirates         | + 2 h 09 min 35 s         |                           |
| 10.º                      | Astana                    | + 2 h 27 min 17 s         |                           |

## Abandonos
Ninguno.